# 난카이 전기 철도 8300계 전동차
난카이 전기 철도 8300계 전동차(일본어: 南海8300系電車)는 2015년 10월부터 운행하고 있는 난카이 전기 철도의 전동차이다.
기존에 운행하고 있던 난카이 전기 철도 7000계 전동차, 난카이 전기 철도  8000계 전동차를 대체하기 위해 제작되었다. 전 편성이 긴키 차량에서 제조되었다.

## 참고 자료
- (일본어) 난카이 전기 철도 8300계 전동차 - 공식 웹사이트